# Нушки (округ)
Нушки (урду ضلع نوشکی‎, англ. Nushki District) — один из 30 округов пакистанской провинции Белуджистан. Административный центр — город Нушки.

## География
На севере граничит с округом Харан, на западе — с округом Чагай, на юге — с территорией Афганистана, на востоке — с округом Мастунг, на северо-востоке — с округом Кветта.